# Malinao, Aklan
Malinao là một đô thị hạng 4 ở tỉnh Aklan, Philippines. Malinao nằm trên đảo Panay. Diện tích là 186,01 km². Theo điều tra dân số năm 2015, đô thị này có dân số 23.194 người trong.

## Các khu phố (barangay)
Malinao được chia thành 23 khu phố (barangay).
| - Banaybanay - Biga-a - Bulabud - Cabayugan - Capataga - Cogon - Dangcalan - Kinalangay Nuevo - Kinalangay Viejo - Lilo-an - Malandayon - Manhanip | - Navitas - Osman - Poblacion - Rosario - San Dimas - San Ramon - San Roque - Sipac - Sugnod - Tambuan - Tigpalas |